# Столкновение над Квинслендом
Столкновение над Квинслендом — авиационная катастрофа, произошедшая 2 января 2023 года, когда два вертолёта Eurocopter EC130 столкнулись и потерпели крушение в Голд-Косте (Квинсленд, Австралия). В катастрофе погибло 4 человека, трое получили тяжёлые травмы и ещё 8 получили лёгкие ранения.

## Катастрофа
2 января 2023 года, примерно в 13:59 AEST, два вертолета компании Sea World Helicopters столкнулись в воздухе на высоте около 130 футов (примерно 40 метров) над землей. Оба вертолета совершали туристические поездки для посетителей парка Sea World вдоль Голд-Коста-Бродуотера.
Менее чем через минуту после взлёта взлетающий вертолёт (VH-XKQ) столкнулся с выполняющим посадку вертолётом (VH-XH9). Столкновение привело к отделению лопастей несущего винта и коробки передач взлетающего вертолёта, в результате чего вертолёт разбился о песчаную косу. Четверо человек на взлетающем борту, включая пилота, погибли, трое получили тяжёлые ранения. Выполнявший посадку вертолёт смог стабилизироваться после столкновения и успешно сесть на той же песчаной косе со значительными повреждениями. Все шестеро на борту выжили без серьёзных травм, но пятеро получили лёгкие ранения.

## Расследование
Расследованием авиакатастрофы занимаются Австралийское бюро безопасности на транспорте и полиция Квинсленда. На следующий день после катастрофы были найдены „чёрные ящики“.
На данный момент расследование ещё не завершено.